# ۲۳۹ (میلادی)
۲۳۹ (میلادی) دویست و سی و نهمین سال تقویم میلادی است.

## درگذشتگان
‎